# Louis Vivet

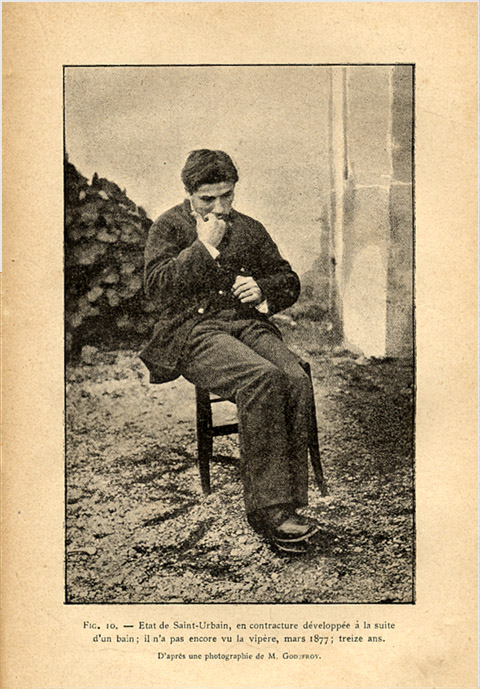
Uno de los diez retratos en fotograbado de Vivet publicados en Variations de la personnalité por Henri Bourru y Prosper Ferdinand Burot.

Louis Vivet (también conocido como Louis Vivé o Vive) (nacido el 12 de febrero de 1863 en París, Francia) fue uno de los primeros pacientes de salud mental en ser diagnosticado con un trastorno de identidad disociativo, antes llamado "personalidad múltiple". Un año después de su diagnóstico de 1885, el término "personalidad múltiple" apareció en la literatura psicológica en referencia directa a Vivet.

## Primeros años y primeros síntomas
Vivet nació el 12 de febrero de 1863 en París de una joven madre que trabajaba como prostituta y que lo golpeaba y descuidaba. Después de dedicarse a la delincuencia, a los ocho años Vivet fue enviado a un correccional, donde se crio hasta los 18 años. Mientras trabajaba en una granja a los 17 años, Vivet quedó paralizado de la cintura para abajo debido a un trauma severo cuando una víbora se enroscó alrededor de su mano, induciéndose una parálisis psicosomática. Vivet pasó a trabajar como sastre durante su parálisis, hasta que un año y medio después, recuperó repentinamente el uso de sus piernas y comenzó a caminar. Cuando se enfrentó al manicomio (donde se había alojado tras su parálisis), Vivet respondió con confusión respecto a su recuperada capacidad para andar, sin reconocer a ninguno de los miembros del personal del hospital y acusándolos de encarcelarlo.

## Diagnóstico y personalidades múltiples

### Diagnóstico y tratamiento
Aunque se suponía que Vivet tenía hasta diez personalidades, las revaluaciones recientes de la literatura médica han llevado a algunos psicólogos a creer que solo tenía dos personalidades y que cualquier otra personalidad era el resultado directo de la hipnosis de los terapeutas. Los síntomas de Vivet, incluida la pérdida de tiempo y la amnesia, fueron explicados por el primer psicólogo que lo trató, Camuset, como divisiones en su personalidad, y no estaban directamente relacionados con su historial de trauma infantil hasta que su caso fue revaluado aproximadamente 100 años después. Algunos expertos creen que Vivet no tenía trastorno de identidad disociativo en absoluto, y que su comportamiento era similar al de un estado de fuga.
El filósofo Ian Hacking ha argumentado que el término "trastorno de personalidad múltiple" se utilizó por primera vez el 25 de julio de 1885, cuando Vivet ingresó al sistema de salud y se convirtió en objeto de una intensa experimentación psiquiátrica. Fue sometido a una variedad de tratamientos para lo que los médicos inicialmente creyeron que era histeria, incluyendo morfina, inyecciones de pilocarpina, aceite de ipecacuana para inducir el vómito e imanes en numerosas partes del cuerpo; pero el único tratamiento que pudo detener un ataque fue la presión ejercida sobre el tendón de Aquiles o el tendón rotuliano debajo de la rótula... lo hipnotizaron repetidamente.

### Múltiples personalidades
El regreso de las habilidades motoras de Vivet estuvo acompañado de un marcado cambio de personalidad: cuando estaba paralizado, Vivet era amable, reservado, intelectual y manso, mientras que cuando caminaba era arrogante, conflictivo y confabulador. Los recuerdos de Vivet se segregaron por completo entre sus diferentes personalidades. No recordaba sus acciones realizadas como sus diversas personalidades... solo podía recordar los recuerdos de su personalidad actual, excepto cualquier recuerdo anterior al traumático incidente de la víbora.
El psicólogo Pierre Janet describió que Vivet tiene seis "existencias", afirmando:

Estos alternaron e involucraron tanto la disociación como la retracción del campo de la conciencia: cada uno tenía diferentes recuerdos, características personales y diversos grados de problemas sensoriales y de movimiento. por ejemplo, uno era manso y trabajador; otro perezoso e irritable; otro incoherente con parálisis del lado izquierdo; y uno tenía paraplejia (parálisis de la parte inferior del cuerpo).

## En la cultura popular
Davis Colin afirmó que Robert Louis Stevenson fue influenciado por la historia de Vivet mientras escribía la novela Dr. Jekyll y Mr Hyde. Sin embargo, Stevenson negó que Jekyll tuviera un trastorno de personalidad múltiple. Stevenson no estaba al tanto de la historia de Vivet mientras escribía Dr Jekyll y Mr Hyde, y solo se enteró del caso después. Ver notas sobre la novela.